# Alex Ahndoril
Alex Ahndoril är en öppen pseudonym för det svenska författarparet, tillika äkta paret, Alexandra Coelho Ahndoril (född 1966) och Alexander Ahndoril (född 1967), som också är författarna bakom Lars Kepler med den internationellt bästsäljande Joona Linna-serien. Alex Ahndorils planerade serie av pusseldeckare placerade i här och nu i Sverige och går under namnet Nyckelserien.